# Duck Key
Duck Key ist eine kleine Insel der Florida Keys im Monroe County mit einer Fläche von 1,68 km². Sie liegt etwa in der Mitte der Inselkette, die nächste größere Insel ist das zur Stadt Marathon gehörende Grassy Key im Westen. Kleinere Nachbarinseln sind die Toms Harbor Keys und die Conch Keys.
Unmittelbar nördlich von Duck Key führt der Overseas Highway vorbei, mit dem das Eiland über eine kurze Brücke verbunden ist. Duck Key selbst ist fast vollständig bebaut und von einigen künstlichen Kanälen durchzogen, so dass sich die Insel heute als ein Archipel aus kleinen Inselchen darstellt.
Der Name von Duck Key geht entweder zurück auf die an eine Ente erinnernden Umrisse der Insel oder an die früher hier nistenden, kurz Ducks genannten, Ohrenscharben.

## Geschichte
Die Florida Keys waren schon lange vor der Ankunft der Europäer von Indianern bewohnt. Auf Duck Key selbst gibt es keine Spuren dieser frühen Besiedlung mehr, jedoch auf der Nachbarinsel Grassy Key. Unter spanischer Hoheit gelangte die unbewohnte Insel 1814 in den Besitz von Don Francisco Ferreira. Nachdem Florida 1821 an die Vereinigten Staaten abgetreten wurde, verkaufte Ferreira Duck Key gleich zweimal: 1823 an Solomon Snyder und 1824 mit einigen anderen Inseln an Isaac Cox für 3000 $ – ein höherer Preis als für Key West. Die daraus folgenden Dispute wurden erst 1899 endgültig beigelegt. In der ersten Hälfte des 19. Jahrhunderts gab es auf Duck Key Meerwassersalinen zur Salzgewinnung, in denen Sklaven arbeiteten.
Die Besiedelung von Duck Key endete vorläufig mit dem Labor-Day-Hurrikan 1935. In den 1950ern kaufte der Unternehmer Bryan Newkirk die Insel. In der Folge gestaltete er Duck Key für einige Millionen Dollar radikal um. Mehrere Kilometer an Kanälen wurden gegraben und eine Marina gebaut. Im Norden entstand ein luxuriös Ferienresort, heute Hawk's Cay Resort genannt. Danach wurde Duck Key nach und nach mit Wohnhäusern bebaut, heute gibt es etwa 350 Wohnungen.

## Duck Key CDP
Duck Key ist keine eigenständige Verwaltungseinheit und untersteht damit direkt dem Monroe County. Zu Statistikzwecken wird es vom United States Census Bureau als Census-designated place (CDP) geführt. Dieser ist nicht deckungsgleich mit der Insel, sondern umfasst auch die beiden östlich gelegenen Conch Keys. Beim Zensus 2000 hatte Duck Key CDP 443 Einwohner, fast ausschließlich Weiße. Auf die Insel Duck Key entfallen 308 Einwohner, und die übrigen 135 auf die benachbarten Conch Keys.